# Loonaangifteketen
Loonaangifteketen is een samenwerkingsverband van de Nederlandse Belastingdienst, het UWV en het CBS. Het samenwerkingsverband bestaat sinds 2006. In de loonaangifteketen verzamelen en beheren deze drie instellingen alle informatie van werkgevers over de lonen van werknemers en van uitkeringsinstellingen over uitkeringen van burgers. Daarmee is het heffen van belastingen, het vaststellen van uitkeringen en het maken van statistieken in één organisatie-overstijgende samenwerking samengebracht. Met de loonaangifteketen wordt jaarlijks 156 miljard euro (2017) geïnd, dat is maar liefst 60% van de belastinginkomsten op de rijksbegroting.

## Doelen van de loonaangifteketen: kostenbesparing, lastenverlichting en burgergemak
Ieder jaar worden via de loonaangifte 20 miljard gegevens op het gebied van werk en inkomen in één keer uitgevraagd bij werkgevers en aan 1.100 verschillende afnemers beschikbaar gesteld. Daardoor besparen bedrijven op hun administratieve lasten en de overheid op de uitvoeringskosten. Burgers kunnen steeds gemakkelijker aan hun verplichtingen voldoen en rechten claimen bij de overheid door bijvoorbeeld de vooringevulde aangifte inkomensheffing, het vooringevulde overzicht van het arbeidsverleden (voor de WW) en het digitaal verzekeringsbericht.

## Van keten naar ecosysteem
Na ruim 10 jaar loonaangifteketen heeft de keten zich doorontwikkeld tot ecosysteem. Binnen dit systeem worden in- en externe partners actief betrokken bij de organisatie, de spelregels en verdere ontwikkeling van de keten. Softwareontwikkelaars, salarisadministrateurs, universiteiten en hogescholen, maar ook ministeries en afnemers van de keten participeren actief. Het doel hiervan is komen tot een steeds betere loonaangifte om zo nog meer kostenbesparing, lastenverlichting en burgergemak te realiseren.

## Loonaangifteketen is kennisexpert ketensamenwerking
De loonaangifteketen is inmiddels expert op het gebied van ketensamenwerking. Deze expertise is ook internationaal opgevallen: in februari 2017 ontving de keten een ASAP Award voor organisatie-overstijgende samenwerking.